# Nabrđe
Nabrđe (cyr. Набрђе) – wieś w Serbii, w okręgu braniczewskim, w mieście Požarevac. W 2011 roku liczyła 312 mieszkańców.